# Genoveva Forest i Tarrat
Genoveva Forest i Tarrat, més coneguda com a Eva Forest o pel pseudònim Julen Agirre, (Barcelona, 6 d'abril de 1928 - Hondarribia, 19 de maig de 2007) fou una escriptora i editora d'origen català.
Nascuda el 6 d'abril de 1928 a Barcelona filla d'un pintor anarquista català, passà una infantesa marcada per les penúries de la Guerra Civil espanyola. El 1955 es va casar amb el dramaturg Alfonso Sastre, militant com ella del Partit Comunista d'Espanya, a qui va conèixer el mateix any a Madrid quan estudiava el seu últim curs de Medicina. Durant un temps treballà al departament de Psiquiatria de l'Hospital Provincial i assistí a les tertúlies de la Universitat Lliure de Gambrinus. El 1956 ambdós marxaren a París, però tornà el 1962, i poc després fou detinguda en una manifestació en defensa de les dones dels minaires en vaga a Astúries i empresonada durant un mes. El 1966 viatjà a Cuba i el 1967 creà a Madrid un Comitè de Solidaritat amb Vietnam. El 1970, durant el procés de Burgos, va fundar el Comitè de Solidaritat amb Euskadi.
Eva Forest va col·laborar amb el comando Txikia, responsable de l'assassinat del president del Govern, Luis Carrero Blanco, ocultant els membres del comando a casa seva, encarregant-se de l'adquisició d'un habitatge per amagar els autors de l'assassinat i fent de correu amb l'adreça de la banda a França per preparar la fugida de l'ordre una vegada perpetrat l'atemptat. El 1974 fou tancada a la presó de Yeserías, durant tres anys de forma preventiva, per col·laboració amb ETA amb relació a l'atemptat de la cafeteria Rolando (Madrid), però el judici mai se celebrà i fou alliberada durant l'amnistia de 1977. El 1979 col·laborà en la fundació del Grup Contra la Tortura (en basc: Torturaren Aurkako Taldea, TAT). A les eleccions generals espanyoles de 1989 fou escollida senadora d'Herri Batasuna per Guipúscoa, en substitució de José Luis Álvarez Emparantza. El 1991 va fundar l'editorial Hiru i col·laborà fins a la seva mort als diaris Egin i Gara.

## Obres
- Operación Ogro, Hendaia, Mugalde - Ruedo Ibérico, 1974.
- Diario y cartas desde la cárcel - París, 1975.
- Testimonios de lucha y resistencia - París, 1976.
- Tortura y sociedad - (eginkide) Madrid, Revolución, 1982.
- Onintze en el país de la democracia Madrid, Ediciones Libertarias, 1985.
- Tortura y Democracia - GGAA, 1987.
- Dispersión, Hondarribia - Hiru argitaletxea, 1993.
- Proceso al jurado, Hondarribia - Hiru argitaletxea, 1997.
- Los nuevos cubanos - 1997, argitaragabea.
- Manual de solidarios - Hondarribia, Hiru argitaletxea, 1999.
- Irak, ¿un desafío al nuevo orden mundial? - Hondarribia, Hiru argitaletxea, 1999.
- El uranio empobrecido - (eginkide), Hondarribia, Hiru argitaletxea, 2001.
- El retorno de los intelectuales - (eginkide), Hondarribia, Hiru argitaletxea, 2004.

### Narrativa
- Febrero argitaragabea, 1956.
- Huelga General argitaragabea, 1958.
- Cuentos argitaragabea.
- El jardín argitaragabea.
- La casa argitaragabea.
- Una extraña aventura - Hondarribia, Hiru argitaletxea, 2003.